# Атараксија
Атараксија (грч: Ἀταραξία) је стање без страсти, душевни мир. У филозофији након Аристотела атараксија је идеал мудрих људи.
Према скептицима постиже се само онда кад се човек уздржава од изрицања било којег суда (епохе). „А кад су се уздржали, као неком срећом придружила им се непомућеност као сена телу".
Према Епикуру циљ блаженог живота је телесно здравље и атараксија. Знање о космосу је претпоставка за атараксију. Спознајући природу видимо да нигде нема места за богове, па је човек потпуно ослобођен сваког религиозног страха. Стога је за Епикура атеизам услов за атараксију.
Код стоика је атараксија идеал мудраца који то стање остварује кад се уздигао изнад свих афеката (види: апатија). „Ко је разборит, и умерен је; ко је умерен, тај је складан; ко је складан, не узбуђује се; ко се не узбудује, не жалости се; ко се не жалости, блажен је. Разборит је дакле блажен, а разборитост је довољна за блажен живот."